# 杨程
杨程（1985年10月11日—），中國足球运动員，位置是守门员，现效力于河北华夏幸福。

## 职业生涯
杨程原本是火车头足球俱乐部青年队的一员，他在2000年加盟山东鲁能。经过几年的锻炼，杨程终于在一线队站稳脚跟。2005赛季，主教练留比萨·图拔科维奇决定让他成为主力门将，他也入选了国青队，因关震赛前受伤而作为主力门将参加了荷兰世青赛，但表现很不稳定，可以封杀对手的单刀球，也出现失误导致丢球。
在2006赛季山东鲁能泰山从深圳队买入国门李雷雷后，杨程成为二号门将，出场机会不多。2010赛季初，由于李雷雷在亚冠的比赛中受伤，杨程获得主力位置，并发挥稳定。

## 荣誉

### 山东鲁能泰山
- 中国足球超级联赛冠军：2006、2008、2010
- 中国足协杯冠军：2004，2006、2014
- 中国超級联賽杯冠军：2004
- 中国足球协会超级杯冠军：2015